# Ambulyx meeki
Ambulyx meeki är en fjärilsart som beskrevs av Rothschild och Jordan 1903. Ambulyx meeki ingår i släktet Ambulyx och familjen svärmare. Inga underarter finns listade i Catalogue of Life.